# The Walker
The Walker è un film del 2007 diretto da Paul Schrader.

## Trama
Carter Page III, un uomo gay di mezz'età, è accompagnatore di ricche signore annoiate. Una di queste donne è Lynn Lockner, moglie infedele di un senatore liberale. Quando quest'ultima scopre che il suo amante è stato ucciso, coinvolgerà il suo amico nonché accompagnatore Carter in un'indagine che li condurrà ai più alti livelli del governo federale.

## Produzione
Schrader ha completato la sceneggiatura di The Walker nel 2002.

### Cast
Inizialmente il film doveva essere un sequel diretto di American Gigolo, con Julian Kaye (interpretato da Richard Gere) come protagonista.

## Distribuzione
Il film, distribuito dalla Kintop Pictures, è uscito nelle sale inglesi a partire dal 10 agosto 2007, mentre nelle sale americane a partire dal novembre 2007.

## Accoglienza
Il film ha ricevuto recensioni positive nelle anteprime dei festival cinematografici di Berlino, Sydney, e Cambridge. The Walker è uscito come DVD per due settimane a Dorris, in California. Il film ha ricevuto recensioni contrastanti da parte della critica. A partire dal 7 dicembre 2007, Rotten Tomatoes ha riferito che il 51% dei critici ha dato alla pellicola recensioni positive, sulla base di 39 recensioni. Sul sito Metacritic, il film ha avuto un punteggio medio di 55 su 100, basato su sette recensioni.